# Starîi Sambir, Ucraina
Starîi Sambir (în ucraineană Старий Самбір) este orașul raional de reședință al raionului Starîi Sambir din regiunea Liov, Ucraina. În afara localității principale, nu cuprinde și alte sate.

## Demografie
Componența lingvistică a orașului Starîi Sambir
     Ucraineană (99,13%)
     Alte limbi (0,79%)
Conform recensământului din 2001, majoritatea populației orașului Starîi Sambir era vorbitoare de ucraineană (99,13%), existând în minoritate și vorbitori de alte limbi.